# Nicolae Secoșan
Nicolae Secoșan (n. 15 mai 1945, Timișoara) este un jurnalist și comentator sportiv radio.  

## Biografie
Nicolae Secoșan s-a născut la data de 15 mai 1945 în cartierul Ghiroda al municipiului Timișoara, județul Timiș.
El este unicul descendent al unei familii onorabile de bănățeni, entuziaști față de Unire, care au luptat pentru România în ambele războaie mondiale.
Economist ca profesie, a manifestat din tinerețe interes pentru fenomenul sportiv, în special pentru fotbal. 
Atracția către comentariul radiofonic a fost spontană, fiind impresionat și influențat de "voci" celebre ale vremii: Gyorgy Szepesi din Ungaria, comentator emoțional al "Miracolului de la Berna", finala RFG - Ungaria a Cupei Mondiale din 1954, respectiv Ion Ghițulescu, redactor sportiv la București. 
În calitate de comentator sportiv, Nicolae Secoșan a debutat la 31 martie 1969 cu transmisiunea fotbalistică a meciului Steaua București - Universitatea Craiova, încheiat cu scorul de 2-1.
După desființarea Studioului de Radio Timișoara, în anii '80, Nicolae Secoșan a continuat să transmită, pentru Radio România Actualități, principalele evenimente sportive din zona de vest a României, în special cele legate de echipa de fotbal „Politehnica Timișoara”, de ex. meciul Politehnica Timișoara - Celtic Glasgow.
În anii 1998 și 2002, Nicolae Secoșan a primit premiul „Sebastian Domozină”, decernat de Asociația Presei Sportive din România celui mai bun comentator radio. De asemenea, în anul 2005 a fost distins cu premiul „Ioan Chirilă”, decernat de fundația cu același nume celui mai bun comentator radio al anului.
Nicolae Secoșan a fost mentorul și îndrumătorul multor comentatori sportivi radio sau TV din mass media din România, cărora le-a insuflat rigoarea discursului și oportunitatea intervenției. De asemenea, el este tatăl avocatului pledant de notorietate, Ovidiu Secoșan.
Nicolae Secoșan și-a încheiat oficial activitatea de comentator după 40 ani, la data de 01 noiembrie 2008, dar a rămas un reper afectiv important pentru multi suporteri ai echipei de fotbal Poli Timișoara. 